# Nikolaj Cederholm
Nikolaj Cederholm (født 15. januar 1963) er en dansk dramatiker, instruktør, skuespiller og teaterdirektør.
Født og opvokset i Allerød, hvor interessen for teater blev vakt. Skabte som teenager – i fællesskab med skuespilleren Jesper Hyldegaard – stor opmærksomhed omkring en række shows under titlen Dr. Dante's Desperate Renovationsshow. Efterhånden blev der konstitueret en gruppe, med Cederholm som den naturlige leder. I 1985 flyttede gruppen ind i en nedlagt møbelforretning, der fik navnet Dr. Dante. Blev i 1992 udnævnt som teaterdirektør for Aveny Teatret, og flyttede dele af gruppen med sig ind på Frederiksberg Allé, hvor teatret blev omdøbt til Dr. Dantes Aveny. Teatret i Allerød fortsatte under navnet Mungo Park, under Lars Kaalunds ledelse.
Op gennem 1990'erne var Dr Dantes Aveny et af de helt centrale teatre i dansk scenekunst.
Nikolaj Cederholm arbejder i dag primært som sceneinstruktør, og bestrider flere centrale bestyrelsesposter i Dansk Teater. Sammen med Kåre Bjerkø skabte Cederholm verdens første teaterkoncert, Gasolin' teaterkoncert.
Hans skuespil findes bevaret i Dramatisk Bibliotek på Det Kongelige Bibliotek.
Har modtaget en række priser, blandt andet Reumerts æreslegat, Danske Dramatikeres Hæderspris og kunstfondens tre-årige arbejdslegat.